# Castell d'Eus
El castell d'Eus és una antiga fortificació medieval de la comuna d'Eus, a la comarca del Conflent, de la Catalunya del Nord.
És situat al capdamunt del poble, que s'estén pel vessant sud-oest del castell i de l'església parroquial de Sant Vicenç, que fou construïda damunt d'una part de les ruïnes del castell, entre elles la capella de Santa Maria.

## Història

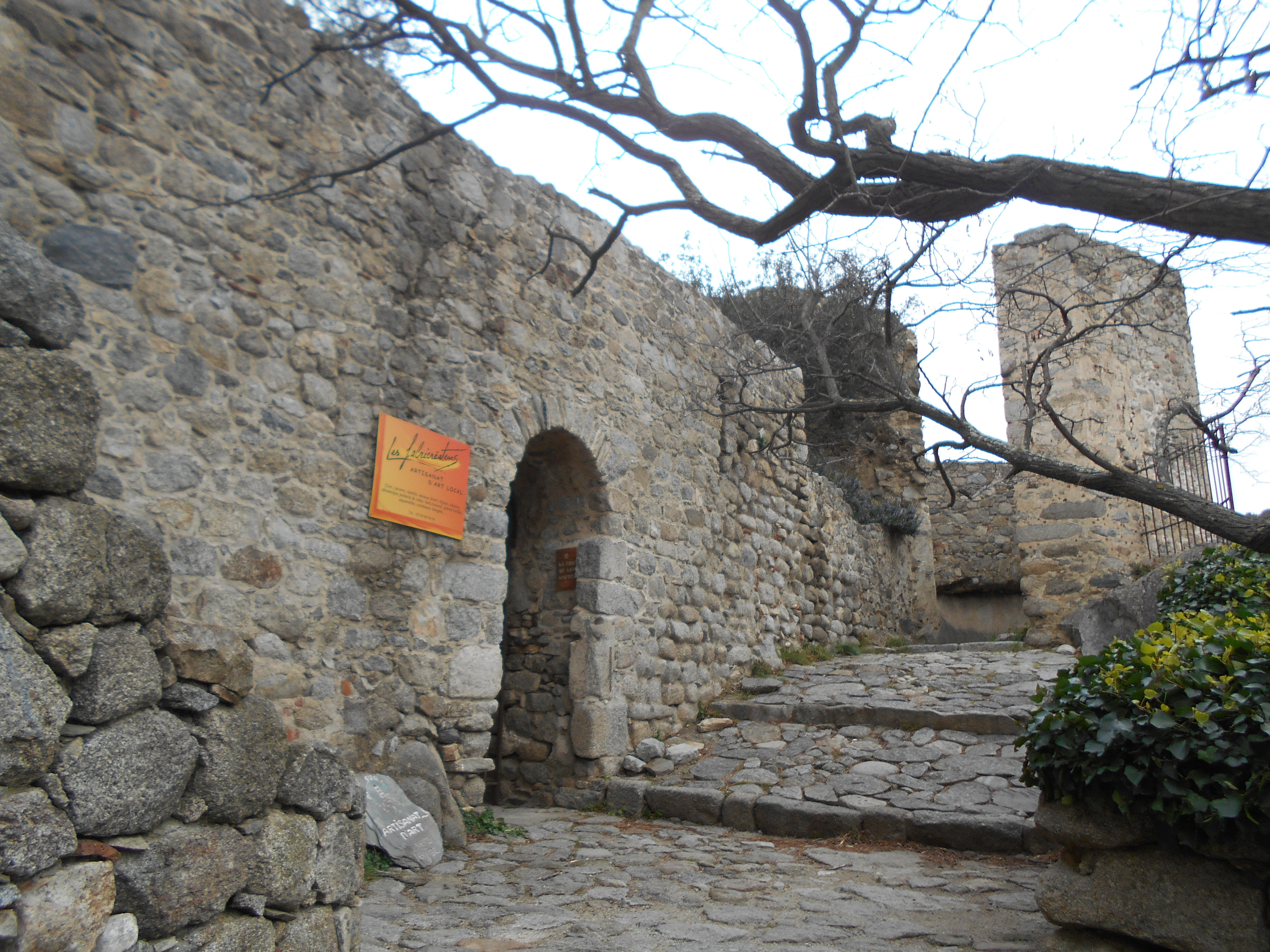
Part del que fou pati del castell

El lloc d'Eus pertanyia la primera meitat del segle IX a Berà I de Barcelona i de Rasès, però ja al segle següent va esdevenir possessió dels comtes de Cerdanya, els quals hi construïren el castell, important per la seva situació estratègica a la mateixa frontera prop dels límits del comtat pel nord, i ran de la Tet. El castell s'esmenta per primer cop el 1094 en el testament de Guillem Ramon de Cerdanya, que, entre d'altres, llega el seu castrum de Ylice al seu fill Guillem Jordà.

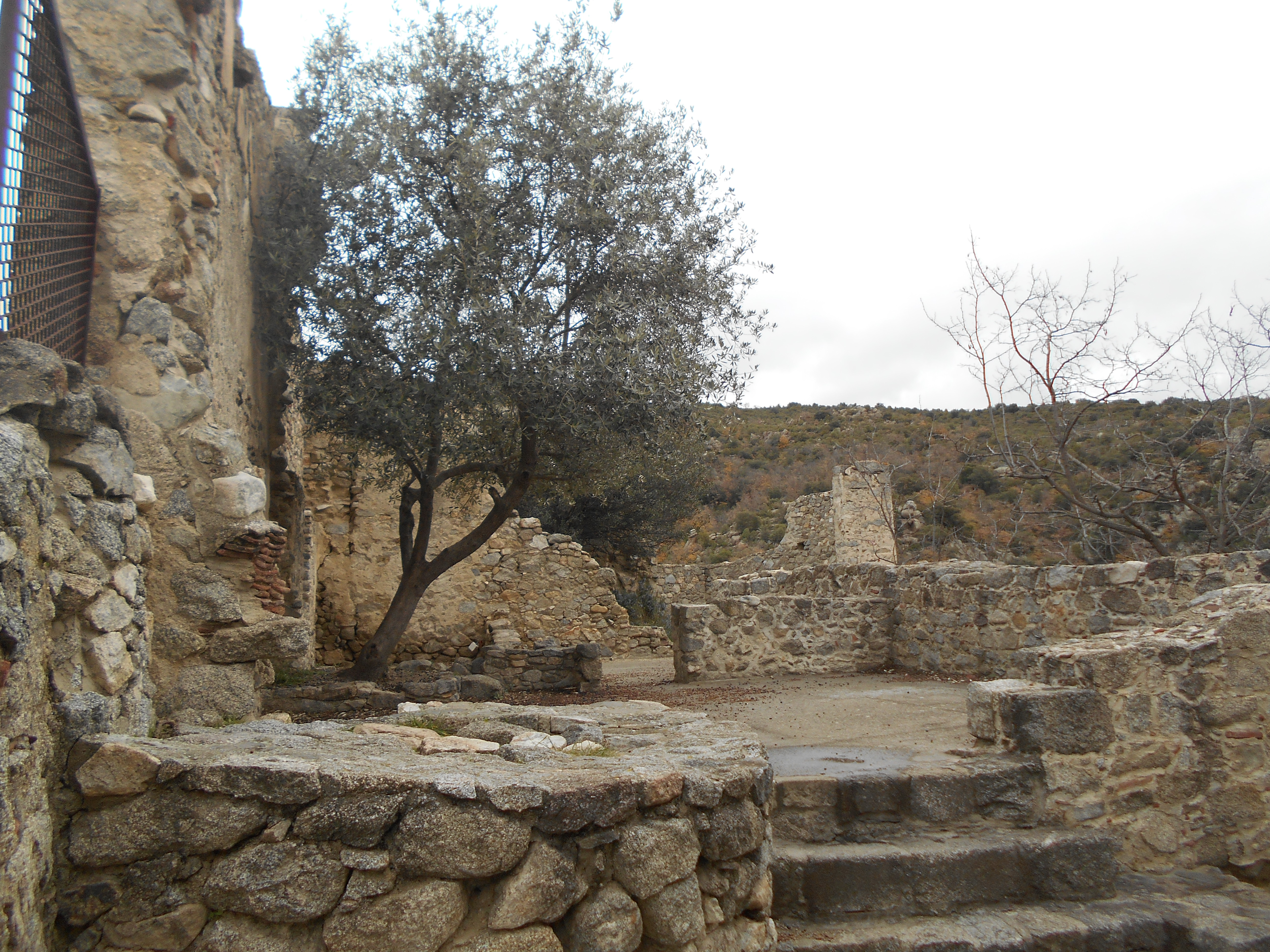
Restes de dependències del castell, tal vegada la sala principal

A començaments del segle xii el castrum de Elz fou infeudat a Berenguer Arnau d'Illa, del qual s'ha conservat el jurament i l'homenatge. Durant un segle els seus descendents dominaren el lloc d'Eus, fins que Jaume I l'infeudà de nou, ara a Guillem de So, a qui també atribuí els llocs d'Estavar, Èvol, Puigbalador i Saorra. Al cap de 50 anys fou Sanç I qui feu una nova atribució feudal, en aquest cas a Pere de Fenollet, els descendents del qual, els vescomtes d'Illa, en mantingueren el feu fins al segle xv. Dins d'aquest període, i en el marc del conflicte entre el rei de Mallorca i Pere III, Eus sofrí un setge important l'any 1344, conclòs amb presa del castell i saqueig de la població, per les tropes del monarca mallorquí comandades per Joan de So, vescomte d'Èvol; el vescomte d'Illa s'havia decantat per la causa de Pere III. Un any abans el castell havia estat venut a Ramon I de Perellós, avi de l'escriptor i vescomte Ramon de Perellós.
Ja dins de l'edat moderna, l'any 1598 Eus fou atacat pels exèrcits francesos en el seu frustrat intent d'invasió del Rosselló, i encara 200 anys més tard, el general espanyol Antonio Ricardos atacà Eus el 1793, en el marc del conflicte bèl·lic entre França i el rei castellà anomenat Guerra Gran.

## L'edifici

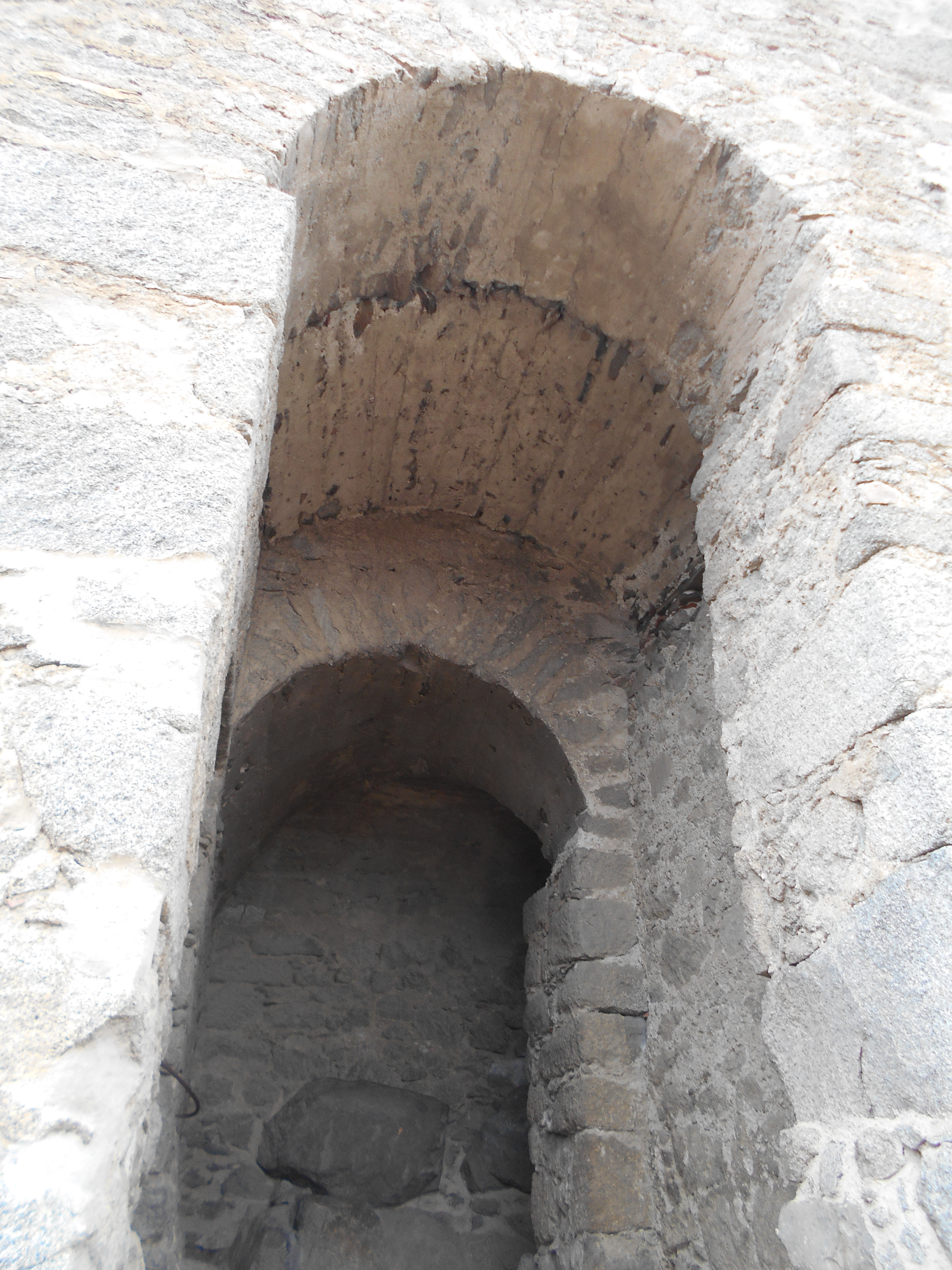
Galeria occidental del castell

El castell fou molt destruït al llarg del segle xviii, en part per la construcció de la nova església parroquial d'Eus. Actualment, se'n conserven algunes parts, com el recinte de muralles, llevat del costat sud, que és on hi ha l'església. Un enderroc de finals del segle xx, a més, corresponent a una part del presbiteri de l'església, acabà amb una sala que possiblement era preromànica, amb arc de ferradura, que s'obria al pati del castell.

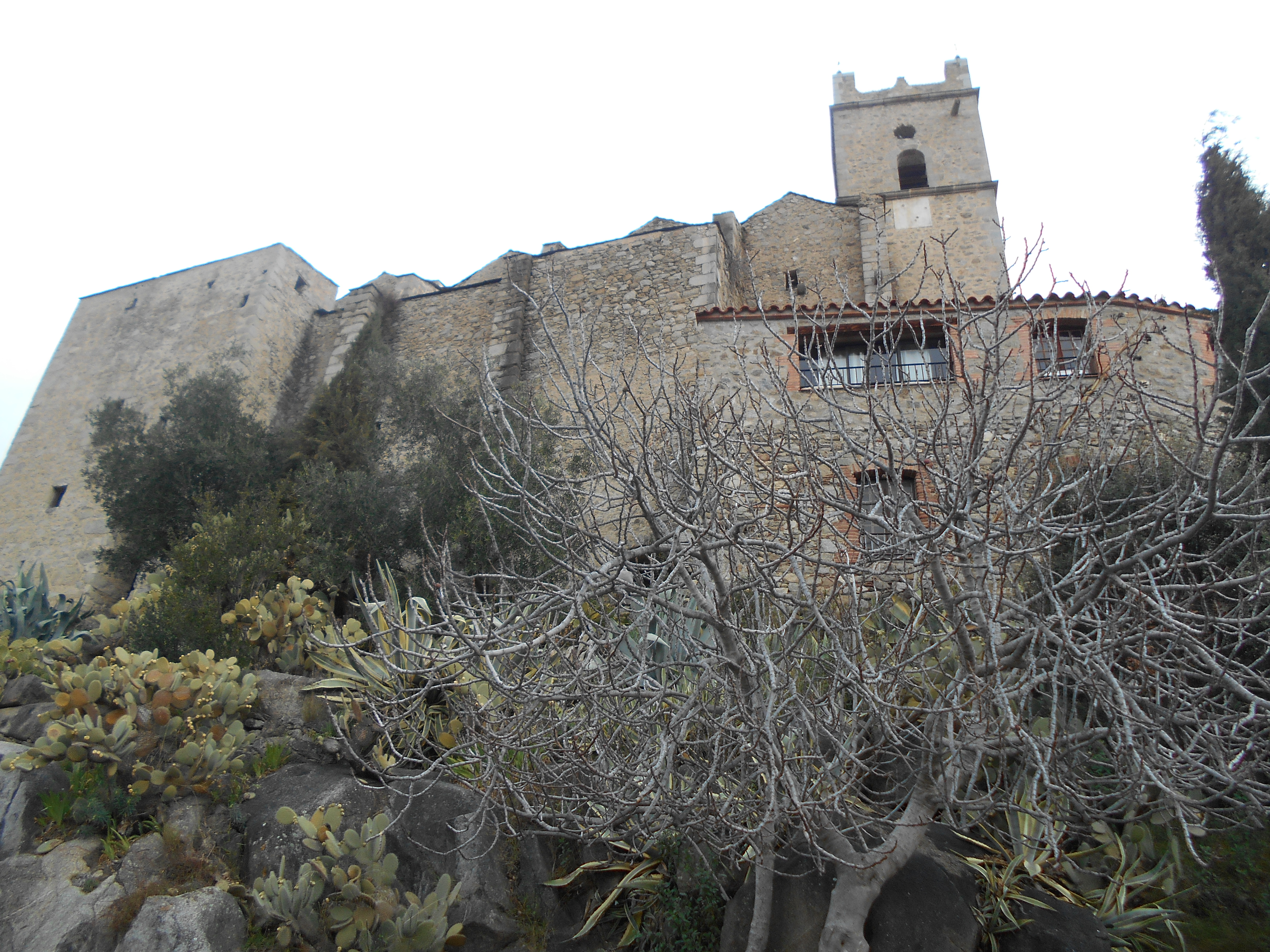
El castell i l'església d'Eus

Al llarg del mur oest, dessota de la part occidental de l'església, es conserva una galeria coberta amb volta de canó amb dos arcs preromànics en el seu extrem. Al nord hi ha una altra sala amb volta de canó que, segons alguns autors, correspondria a la capella de Santa Maria del Castell; damunt seu es troba la que tal vegada fou sala del castell, que conserva una finestra geminada encarada a ponent. Les antigues dependències del castell es troben, del tot en ruïnes a llevant i al nord de l'actual església parroquial.